# Lake Reid (Antarktika)
Der Lake Reid ist ein ovaler See an der Ingrid-Christensen-Küste des ostantarktischen Prinzessin-Elisabeth-Lands. In den Larsemann Hills liegt er etwa 400 m nördlich der Law-Racoviță-Station. Er fließt nach Süden in den Lake Scandrett ab. Sein Wasser ist stark mineralisiert.
Das Antarctic Names Committee of Australia benannte ihn 1988. Namensgeber ist D. Reid, Zimmerer auf der Davis-Station im Jahr 1986. Chinesische Wissenschaftler benannten ihn dagegen 1990 Daming Hu (chinesisch 大明湖).